# Aporum basilanense
Aporum basilanense é uma espécie de orquídea epífita de hábito pendente e flores pequenas, que habita as Filipinas.